# Wehbach
Wehbach ist ein Stadtteil und ein Ortsbezirk der Stadt Kirchen (Sieg) im Landkreis Altenkirchen (Westerwald) im nördlichen Rheinland-Pfalz an der Grenze zu Nordrhein-Westfalen. Bis 1942 war Wehbach eine eigenständige Gemeinde.

## Geographie
Wehbach liegt im Asdorftal im Schatten des „Brühlkopf“ und des „Molzbergs“. Bei der Ortschaft mündet der namengebende Wehbach in die Asdorf, einen Nebenfluss der Sieg.

## Geschichte

### Entstehung
Die Anfänge von Wehbach sind vermutlich in der Zeit um 1400 zu suchen. Eine Lehensurkunde des Grafen Gerhard von Sayn datiert aus dem Jahr 1466. Das Gebiet war lange eher dünn besiedelt und landwirtschaftlich geprägt. Im Nebenerwerb wurde auch Bergbau betrieben, wovon alte Schürflöcher und Gruben noch zeugen.

### Industrialisierung
Im Jahr 1839 begann die Industrialisierung von Wehbach, gefördert durch die zur Verfügung stehende Wasserkraft. Zunächst gründete der Kirchener Fabrikant Carl Daniel Stein ein Blechwalzwerk, aus dem später die Friedrichshütte hervorging. Die zweite Hälfte des 19. Jahrhunderts  wurde zur Blütezeit Wehbachs. Die Bevölkerung wuchs stark an, da Stahlwerk, Maschinenbau, eine Brauerei, eine Gerberei sowie die Holz- und Mühlenbetriebe Arbeitskräfte benötigten. Zeitweise wurde Wehbach dadurch größer als Kirchen. Im Jahr 1919 wurden 2822 Einwohner gezählt, während die Nachbargemeinde zeitgleich auf 2569 kam.

### Vereinigung mit Kirchen
Im Jahr 1942 wurde Wehbach von den Nationalsozialisten zwangsweise mit Kirchen zur Doppelgemeinde Kirchen-Wehbach (Sieg) vereinigt. Nach dem Zweiten Weltkrieg gab es daher über mehrere Jahre den Versuch, diese Fusion wieder rückgängig zu machen. Die Bemühungen einer Bürgerinitiative „Weg von Kirchen“ hatten jedoch keinen Erfolg. Mit der Eingemeindung von Freusburg, Herkersdorf, Offhausen, Wingendorf und Katzenbach am 7. Juni 1969 wurde die neue Großgemeinde und ab 2004 Stadt dann in Kirchen (Sieg) umbenannt.
Ein weiteres einschneidendes Jahr war 1967. Damals schloss die Friedrichshütte aus wirtschaftlichen Gründen nach über 125 Jahren endgültig ihre Pforten. Ein Strukturwandel weg von der Schwerindustrie war zu bewältigen.

## Politik

### Ortsbezirk
Wehbach ist als ein Ortsbezirk der Stadt Kirchen (Sieg) ausgewiesen und besitzt einen Ortsbeirat und einen ehrenamtlichen Ortsvorsteher.
Das Vorhaben, die Ortsbezirke von Wehbach und Wingendorf nach der Kommunalwahl 2019 zu vereinigen, wurde 2018 nach einstimmiger Ablehnung durch die beiden betroffenen Ortsbeiräte vom Stadtrat Kirchen gestoppt.

### Ortsbeirat
Der Ortsbeirat besteht aus acht Beiratsmitgliedern, die bei der Kommunalwahl am 9. Juni 2024 in einer personalisierten Verhältniswahl gewählt wurden, und dem ehrenamtlichen Ortsvorsteher als Vorsitzendem. Bis zur Wahl 2019 waren es sieben Beiratsmitglieder.
Die Sitzverteilung im gewählten Ortsbeirat:
| Wahl | SPD | CDU | Gesamt  |
| ---- | --- | --- | ------- |
| 2024 | 5   | 3   | 8 Sitze |
| 2019 | 5   | 3   | 8 Sitze |
| 2014 | 5   | 2   | 7 Sitze |

### Ortsvorsteher
Ortsvorsteher ist Ulrich Haas (parteilos). Bei der Direktwahl am 26. Mai 2019 wurde er mit einem Stimmenanteil von 73,11 % gewählt und ist damit Nachfolger von Bruno Schumann (SPD), der nicht erneut kandidiert hatte. Bei der Direktwahl am 9. Juni 2024 wurde er als einziger Bewerber mit 81,9 % für weitere fünf Jahre in seinem Amt bestätigt.

## Kultur
Ein reges Vereinsleben bereichert das Leben im Ort. Der Singkreis 1868 Wehbach ist ein gemischter Chor mit internationalen Auftritten. Weitere große Vereine sind der Sportverein VfL Wehbach und die Sportschützen Grindel.

## Wirtschaft und Infrastruktur

### Unternehmen
Auf dem Gelände der ehemaligen Friedrichshütte wurden mit großem finanziellem Engagement der Stadt Kirchen neue Industriebetriebe angesiedelt.

### Verkehr
Wehbach liegt an der Landesstraße 280, die von Kirchen nach Freudenberg führt und dort eine Anbindung an die Autobahn A45 bietet.
Der Ort lag an der 1887 eröffneten Asdorftalbahn, die ebenfalls Kirchen mit Freudenberg verband. Auf die Einstellung des Personenverkehrs im Jahre 1983 folgte 1997 die endgültige Stilllegung. Teile der Strecke werden heute als Fahrradweg genutzt.

## Persönlichkeiten
- Barbara Rudnik (1958–2009), Schauspielerin